# Malgrat de Mar (kommunhuvudort)
Malgrat de Mar är en kommunhuvudort i Spanien.   Den ligger i provinsen Província de Barcelona och regionen Katalonien, i den östra delen av landet, 600 km öster om huvudstaden Madrid. Malgrat de Mar ligger 9 meter över havet och antalet invånare är 18 472.
Terrängen runt Malgrat de Mar är platt österut, men åt nordväst är den kuperad. Havet är nära Malgrat de Mar åt sydost.  Närmaste större samhälle är Blanes, 5,1 km nordost om Malgrat de Mar. 